# Kenny Aird
Kenneth (Kenny) Aird (Glasgow, 13 april 1947 – 22 november 2024) was een Schotse voetballer die als verdediger speelde. Aird speelde voor Celtic, St. Mirren, St. Johnstone, Heart of Midlothian, Toronto Blizzard en Arbroath. 
Aird overleed op 22 november 2024 op 77-jarige leeftijd.